# Liste der Nummer-eins-Hits in Mexiko (2006)
| Singles |
| --- |
| - Madonna – Hung Up - 7 Wochen (18. Dezember 2005 – 11. Februar 2006) - James Blunt – You're Beautiful - 2 Wochen (12. Februar – 25. Februar, insgesamt 4 Wochen) - Daddy Yankee – Rompe - 1 Woche (26. Februar – 4. März, insgesamt 2 Wochen) - Sin Bandera – Suelta mi mano - 1 Woche (5. März – 11. März) - James Blunt – You're Beautiful - 1 Woche (12. März – 18. März, insgesamt 4 Wochen) - Reik – Noviembre sin tí - 2 Wochen (19. März – 1. April) - Daddy Yankee – Rompe - 1 Woche (2. April – 8. April, insgesamt 2 Wochen) - James Blunt – You're Beautiful - 1 Woche (9. April – 15. April, insgesamt 4 Wochen) - Madonna – Sorry - 2 Wochen (16. April – 29. April, insgesamt 3 Wochen) - Shakira – Día de enero - 2 Wochen (30. April – 6. Mai) - Madonna – Sorry - 2 Wochen (7. Mai – 13. Mai, insgesamt 3 Wochen) - Shakira feat. Wyclef Jean – Hips Don’t Lie - 17 Wochen (14. Mai – 9. September, insgesamt 18 Wochen) - Maná – Labios compartidos - 2 Wochen (10. September – 23. September insgesamt 12 Wochen) - Shakira feat. Wyclef Jean – Hips Don’t Lie - 1 Woche (24. September – 30. September, insgesamt 18 Wochen) - Maná – Labios Compartidos - 10 Wochen (1. Oktober – 9. Dezember insgesamt 12 Wochen) - Paulina Rubio – Ni una sola palabra - 4 Wochen (10. Dezember 2006 – 6. Januar 2007) |